# A Century of Love
«A Century of Love» (англ. «Століття кохання») — пісня, з якою 20 травня 2008 року Джета Бурлаку представила Молдову на міжнародному конкурсі пісень «Євробачення 2008». Автор слів — Віоріка Деміч. Пісня посіла 11 місце з 36 балами в першому півфіналі конкурсу й не потрапила до фіналу.

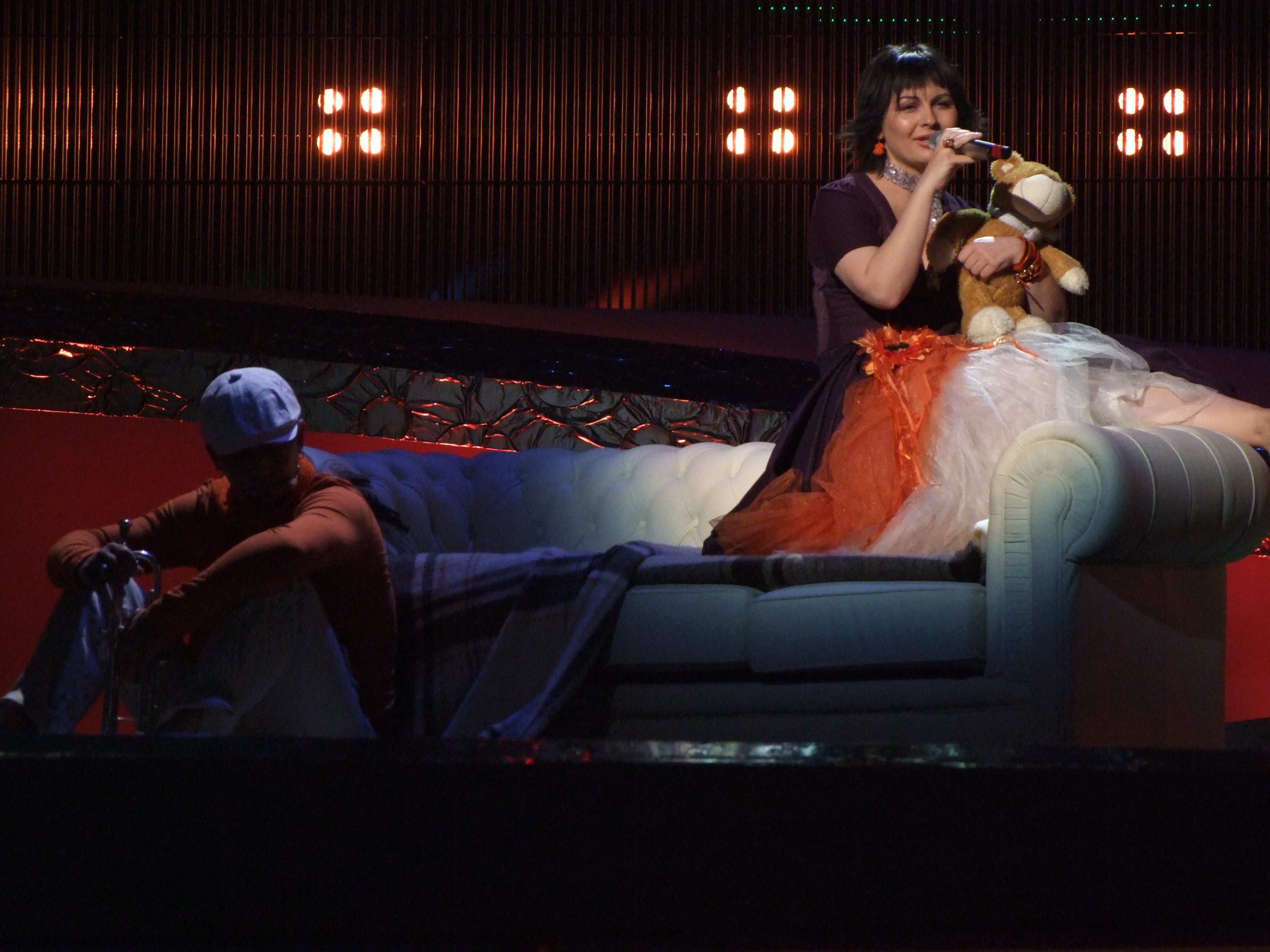
Виступ на Євробаченні 2008